# Freiburg Law Students Journal

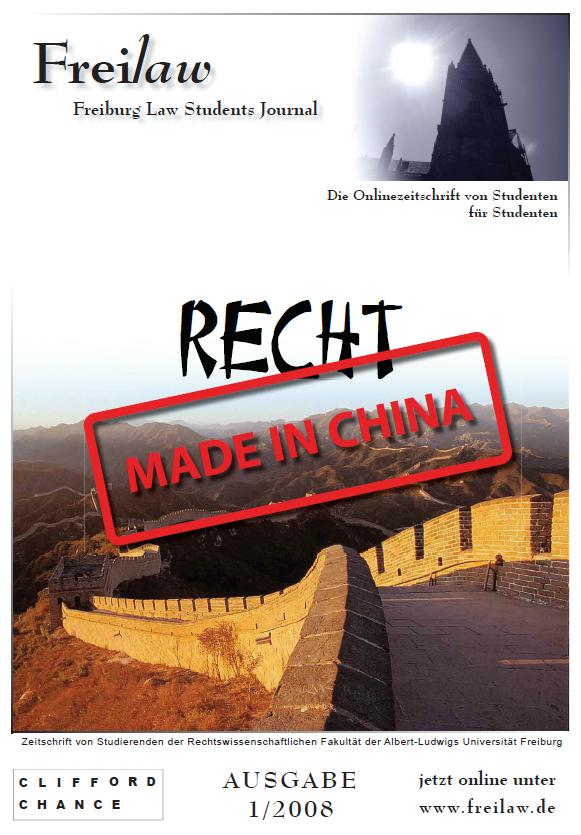
Titelbild der Ausgabe 1/2008

Freilaw – Freiburg Law Students Journal ist eine Law Review aus Freiburg im Breisgau. Freilaw zählt zusammen mit der Heidelberger StudZR zu den ältesten von Studenten herausgegebenen Periodika für Rechtswissenschaft im deutschsprachigen Raum. Sie erscheint sowohl in deutscher als auch englischer Sprache, hauptsächlich online und ist unentgeltlich als PDF-Datei über das Internet zu beziehen. Sie befasst sich besonders mit gesellschaftspolitischen und studiumsbezogenen Themen.

## Geschichte und Ziel
Freilaw wurde im Dezember 2005 von Studenten der Rechtswissenschaft der Albert-Ludwigs-Universität Freiburg als reines Online-Journal gegründet. Seit Mai 2006 erscheint drei- bis viermal jährlich eine neue Ausgabe. Im Sommer 2011 wurde anlässlich des fünfjährigen Bestehens der Zeitschrift eine Druckausgabe herausgegeben.
Das Journal dient dem Zweck, überdurchschnittlichen, wissenschaftlich interessierten Jurastudenten eine Plattform zur Publikation rechtswissenschaftlicher Artikel zu bieten. Die Ausgaben bestehen daher fast ausschließlich aus studentischen Beiträgen. Vereinzelt finden sich jedoch auch Aufsätze von Professoren, Rechtsanwälten und Doktoranden. Freilaw verfolgt das Ziel, Interesse an Themen zu wecken, die über den juristischen Pflichtstoff hinausgehen.

## Inhalt
Konzeptionell richten sich die Ausgaben vorrangig an Studenten der Rechtswissenschaft vor dem ersten Staatsexamen und an junge Rechtswissenschaftler, gleichwohl ist das Journal keine klassische juristische Ausbildungszeitschrift. Thematisch befasste sich Freilaw in den ersten drei Ausgaben mit Fragen des internationalen und ausländischen Rechts. Mit Ausgabe 1/2007 wurde diese Ausrichtung aufgegeben. Die Ausgaben widmen sich seitdem jeweils einem aktuellen gesellschaftspolitischen Thema, das aus juristischer Sicht beleuchtet wird. Zumeist werden dabei Randgebiete thematisiert, die im juristischen Hauptstudium keine oder nur eine untergeordnete Rolle spielen (Beispielsweise „Medizinrecht“ oder „Umweltrecht“). Daneben widmet Freilaw mindestens eine Ausgabe pro Jahr einer ausländischen Rechtsordnung, um deren Besonder- und Eigenheiten darzustellen (beispielsweise „chinesisches Recht“ oder „französisches Recht“).
Neben den wissenschaftlichen Artikeln, methodischen Beiträgen und Falllösungen beschäftigen sich die Ausgaben mit lokalen und regionalen Themen, die einen juristischen Bezug aufweisen. Zusätzlich werden in jeder Ausgabe aktuelle Entwicklungen an der juristischen Fakultät Freiburg und rechtlich relevante Vorgänge im Verwaltungsbezirk Freiburg verfolgt und kommentiert. Erfahrungsberichte über Praktika, Auslandsaufenthalte und besondere Veranstaltungen sowie Rezensionen aktueller Fachliteratur runden die Ausgaben ab.

## Organisation
Die Freilaw-Redaktion besteht aktuell aus 16 Studenten der rechtswissenschaftlichen Fakultät der Albert-Ludwigs-Universität Freiburg. Die Redaktion gestaltet den gesamten Herausgabeprozess, der die Beitragsakquise, die Betreuung der Autoren, das Lektorat, die inhaltliche und optische Gestaltung der Ausgaben sowie die Finanzierung der Zeitschrift umfasst. Sie wird von einem wissenschaftlichen Beirat unterstützt, der aus Professoren der Universität Freiburg besteht. Träger der Zeitschrift ist der gemeinnützige Verein Freilaw e. V., der von einem dreiköpfigen Vorstand vertreten wird.

## Rezeption
Ende 2009 wurde erstmals ein studentischer Artikel des Freiburg Law Students Journal in einer Urteilsbegründung des Verwaltungsgerichts Berlin als Beleg für eine bestehende Literaturmeinung zitiert.
Im Zuge der Berichterstattung über die nach 2004 vermehrt entstandenen studentischen Fachzeitschriften wurde das Freiburg Law Students Journal zudem in überregionalen Zeitschriften erwähnt.